# Vincenzo Comi
Vincenzo Caio Bruto Comi (Trescore Balneario, 20 gennaio 1849 – Trescore Balneario, 24 agosto 1930) è stato un patriota e politico italiano.
Figlio di Giovanni Comi, medico di Garibaldi durante il suo soggiorno a Trescore nel 1862 e medico di campo durante la terza guerra di indipendenza, fratello di Cesare, garibaldino fin dal 1860 coll'impresa dei Mille e implicato nei fatti di Sarnico, Vincenzo Comi vestì la camicia rossa nel 1866 arruolandosi nel Corpo Volontari Italiani di Giuseppe Garibaldi e fu decorato al valor militare dopo la battaglia di Bezzecca.
Finita la guerra divenne perito chimico e si recò in Sardegna per dirigere una miniera, tornato a Trescore pochi anni dopo aprì un'azienda agricola e si dedicò, seguendo le orme di padre e fratello, alla vita politica e sociale della propria comunità.
Il 23 luglio 1907 fu eletto sindaco di Trescore, a lui si deve la costruzione del palazzo del municipio (Palazzo Comi) ancora presente, l'edificio delle scuole elementari abbattuto negli anni '90 e la vecchia via Novale (oggi via Lorenzo Lotto e via Resistenza).